# 머큐리 극단

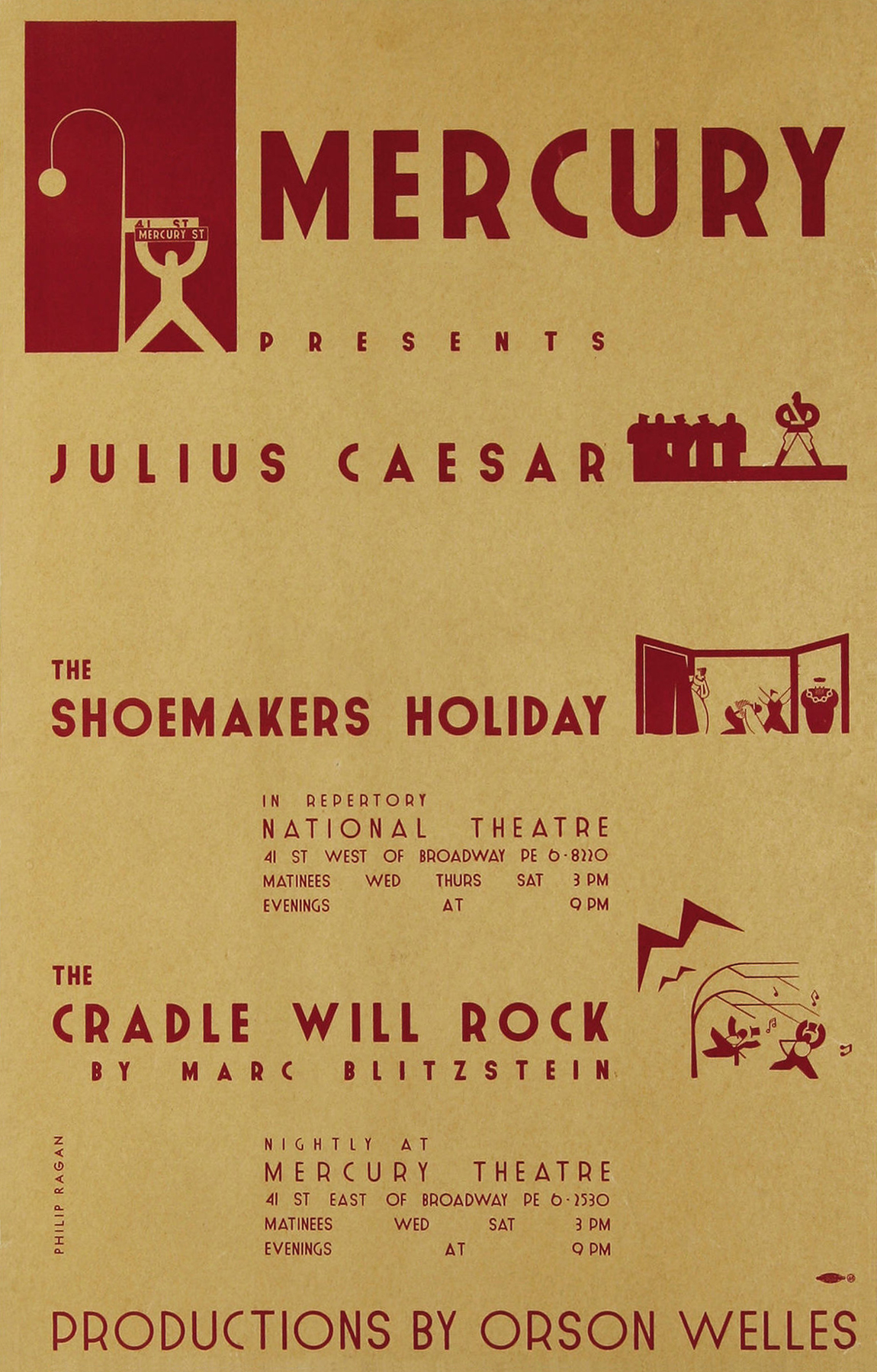
1938년 봄에 상연된 카이사르(Caesar)

머큐리 극단(Mercury Theater)은 1937년 뉴욕에 오슨 웰스와 존 하우스맨이 설립한 레퍼토리 극장 회사다. 연극과 라디오 프로그램, 영화 등을 제작하였으며, 학교에서 사용할 수 있도록 4개의 셰익스피어 작품을 녹음하였다.
브로드웨이 공연 후에 머큐리 극단은 가장 인기 있는 극단으로 발전하였다. 그리고 1938년부터 1940년에는 생방송 라디오 드라마를 제작했으며, 이후 1946년에 잠깐 제작하기도 했다. 그 중에서, 1938년 10월 30일에 송출을 시작한 라디오 드라마 우주 전쟁은 라디오 드라마 중 가장 유명하고 악명이 높기도 하였다.
오슨 웰스 외에도 머큐리 극단에는 레이 콜린스, 조지프 코튼, 조지 컬러리스, 마틴 게이블, 노먼 로이드, 애그니스 무어헤드, 폴 스튜어트, 에버렛 슬론 등이 있었다. 이후 극단은 대부분 RKO 픽처스에서 만든 웰스의 영화 중 시민 케인, 위대한 앰버슨가 등에 출연하게 된다.